# Fort Matanzas National Monument Headquarters and Visitor Center
Le Fort Matanzas National Monument Headquarters and Visitor Center est un office de tourisme américain situé dans le comté de Saint Johns, en Floride. Protégé au sein du Fort Matanzas National Monument, ce bâtiment construit dans le style rustique du National Park Service est inscrit au Registre national des lieux historiques depuis le 31 décembre 2008.